# Antonio Urdinarán
Antonio Urdinarán (Montevideo, Uruguay, 30 de octubre de 1898 - 8 de junio de 1961) fue un futbolista uruguayo. Jugaba de zaguero derecho que jugó la mayor parte de su carrera en el Club Nacional de Football de Uruguay. Era hermano mayor del también futbolista Santos Urdinarán.

## Trayectoria
Tras su buen pasaje por el Club Atlético Defensor, que le valió ser parte de la selección uruguaya que ganó la primera Copa América, en 1917 pasó a Club Nacional de Football, integrándose al equipo que obtuvo ese año la primera Copa Uruguaya en propiedad. Haciendo pareja de zagueros con el mariscal Alfredo Foglino logró numerosos títulos tanto a nivel nacional como internacional con su club. En 1927 participó de la gira por Norteamérica. Abandonó Nacional para enrolarse en el Central F. C. en 1930, a raíz de la huelga de futbolistas. Retornó al equipo tricolor en 1934, jugando en el equipo de Reserva.

## Selección nacional
Fue internacional con la Selección de fútbol de Uruguay en 17 ocasiones entre 1916 y 1924, marcando dos goles. Además de la Copa América de 1916, fue campeón Sudamericano en 1917 y 1920. También fue campeón del Mundo en los Juegos Olímpicos de París en 1924, aunque no jugó ningún partido. Urdinarán se encontraba radicado en Madrid pero fue llamado a integrarse al equipo Olímpico ante las repentinas bajas de Fermín Uriarte y Pascual Somma.

### Participaciones en Copa América
| Copa              | Sede      | Resultado | Partidos | Goles |
| ----------------- | --------- | --------- | -------- | ----- |
| Copa América 1916 | Argentina | Campeón   | 0        | 0     |
| Copa América 1917 | Uruguay   | Campeón   | 1        | 0     |
| Copa América 1920 | Chile     | Campeón   | 3        | 1     |
| Copa América 1922 | Brasil    | 3° lugar  | 4        | 1     |

### Clubes
| Club                      | País    | Año         |
| ------------------------- | ------- | ----------- |
| Club Atlético Defensor    | Uruguay | 1915 - 1917 |
| Club Nacional de Football | Uruguay | 1917 - 1930 |
| Central Football Club     | Uruguay | 1931 - 1934 |
| Club Nacional de Football | Uruguay | 1934 - ...  |

## Palmarés

### Títulos nacionales
| Título              | Club     | País    | Año  |
| ------------------- | -------- | ------- | ---- |
| Campeonato Uruguayo | Nacional | Uruguay | 1917 |
| Copa de Honor       | Nacional | Uruguay | 1917 |
| Campeonato Uruguayo | Nacional | Uruguay | 1919 |
| Copa Competencia    | Nacional | Uruguay | 1919 |
| Copa Albion         | Nacional | Uruguay | 1919 |
| Campeonato Uruguayo | Nacional | Uruguay | 1920 |
| Copa León Peyrou    | Nacional | Uruguay | 1920 |
| Copa Competencia    | Nacional | Uruguay | 1921 |
| Copa León Peyrou    | Nacional | Uruguay | 1921 |
| Campeonato Uruguayo | Nacional | Uruguay | 1922 |
| Copa León Peyrou    | Nacional | Uruguay | 1922 |
| Campeonato Uruguayo | Nacional | Uruguay | 1923 |
| Copa Competencia    | Nacional | Uruguay | 1923 |
| Campeonato Uruguayo | Nacional | Uruguay | 1924 |
| Copa José Serrato   | Nacional | Uruguay | 1928 |

### Títulos internacionales
| Título                 | Club     | País      | Año  |
| ---------------------- | -------- | --------- | ---- |
| Copa América           | Uruguay  | Argentina | 1916 |
| Copa de Honor Cusenier | Nacional | Uruguay   | 1917 |
| Copa América           | Uruguay  | Uruguay   | 1917 |
| Copa Aldao             | Nacional | Uruguay   | 1919 |
| Copa Aldao             | Nacional | Uruguay   | 1920 |
| Copa América           | Uruguay  | Chile     | 1920 |
| Oro Olímpico           | Uruguay  | Francia   | 1924 |

(*) Incluyendo la selección